# Cardeston
Cardeston är en by i civil parish Alberbury with Cardeston, i distriktet Shropshire, i grevskapet Shropshire, i England. Byn är belägen 10 km från Shrewsbury. Cardeston var en civil parish fram till 1886 när blev den en del av Alberbury with Cardeston. Civil parish hade 275 invånare år 1881. Byn nämndes i Domedagsboken (Domesday Book) år 1086, och kallades då Cartistune.